# 臺中市私立僑泰高級中學
臺中市私立僑泰高級中學，簡稱僑泰高級中學、僑泰中學、僑泰，(英文：Chiao Tai High School，簡稱CTS、CTAS），設有國中部、高中部、高職部及進修部，位於臺灣臺中市大里區。

## 校史
- 1970年：創校，名為僑泰高級工業商業職業學校。
- 1970年：招收電子、電工、機工、化工科各二班，綜合商科一班，總計學生504名。
- 1971年：增設汽修科一班，機械製圖科一班。
- 1985年：科技大樓落成。
- 1986年：更名為僑泰高級工業家事職業學校，增設美容科、幼保科、服裝科各二班，停招商科。
- 1988年：增設資訊科，停招電機科。2月學生餐廳啟用。4月和榮家事大樓落成。
- 1992年：增設高中部。
- 1995年：增設資料處理科。
- 1996年：增設廣告設計科、應用外語科（英文組）。
- 1997年：10月18日人文大樓動土興建。
- 1998年：人文大樓落成啟用、增設餐飲管理科。
- 2000年：改制為僑泰高級中學。
- 2001年：增設國中部，3月育才大樓動土興建。
- 2002年：育才大樓落成啟用。
- 2010年：集賢樓（圖書館暨宿舍大樓）落成啟用。
- 2011年：增設多媒體設計科及觀光科。
- 2014年：科技第二大樓落成啟用。

## 歷任校長及董事長
| 任別       | 任期             | 姓名     |
| 歷任校長   | 歷任校長         | 歷任校長 |
| ---------- | ---------------- | -------- |
| 1          | 1970年 － 1973年 | 林叔欽   |
| 2          | 1973年 － 1995年 | 蔡連來   |
| 3          | 1995年 － 2018年 | 廖玉明   |
| 4          | 2018年 － 現任   | 溫順德   |
| 歷任董事長 |                  |          |
| 1 － 5     | 1969年 － 1987年 | 蔡和榮   |
| 6          | 1987年 － 1990年 | 蔡學文   |
| 7          | 1990年 － 1993年 | 陳善濤   |
| 8 － 12    | 1993年 － 2008年 | 蔡學文   |
| 13         | 2008年 － 現任   | 蔡玉堂   |

## 校區建築
- 教學大樓A、B、C、D[1]
- 實習大樓
- 家事大樓
- 科技第一大樓
- 科技第二大樓
- 人文大樓
- 育才大樓
- 集賢樓
- 圖書館
- 宿舍
- 腳踏車棚
- 地下室禮堂
- 國際會議廳
- 校史館
- 汽車實習工廠
- 籃球場
- 排球場
- 網球場
- 田徑場

| 建物名稱            | 啟用時間 | 建築面積       |
| ------------------- | -------- | -------------- |
| 實習大樓            | 1970年   | 2,531平方公尺  |
| 科技第一大樓        | 1985年   | 5,483平方公尺  |
| 家事大樓            | 1989年   | 8,256平方公尺  |
| PU操場與看台        | 1994年   | 5,081平方公尺  |
| 人文大樓            | 1998年   | 9,494平方公尺  |
| 育才大樓            | 2002年   | 12,311平方公尺 |
| 集賢樓(圖書館/宿舍) | 2010年   |                |
| 科技第二大樓        | 2014年   |                |

## 外部連結
- 僑泰高級中學 （页面存档备份，存于）